# ソーチャ・キューザック
ソーチャ・キューザック（Sorcha Cusack、1949年4月9日 - ）は、アイルランドの女優。

## 出演作品
- 名探偵ポワロ　シーズン５『グランド・メトロポリタンの宝石盗難事件』（マーガレット・オパルセン）
- 魔術師 MERLIN (フィンナ)
- ブラウン神父 シーズン1～9（（マッカーシー夫人）
- モース警部シリーズ VOL.25 ケルビムとセラフィム
- 華麗なる女実業家 続・炎のエマ